# Гремлин (ракета)
«Гремлин» — российская гиперзвуковая ракета, находящаяся на стадии разработки. Испытания запланированы на 2023 год.
Опытно-конструкторская работа над новой ракетой была начата в ноябре 2018 года. Бывший главнокомандующий Военно-воздушными силами России Александр Зелин полагает, что «Гремлин» будет иметь дальность поражения около 1,5 тыс. км и скорость, равную 6 Махам. Основным преимуществом «Гремлина» является его компактность — длина не превышает 4,5 м, а вес — 1,5 тонн.
Благодаря этому «Гремлин» смогут нести не только истребитель-перехватчик МиГ-31, но также дальний сверхзвуковой ракетоносец Ту-22М и истребители Су-57, Су-30СМ и Су-35.
Пока не раскрывается информация, будет ли ракета иметь вариант с ядерной боевой частью.